# کرکناوا
کرکناوا (به لاتین: Krekenava) یک شهرک در لیتوانی است که در شهرستان پانه‌وژیس واقع شده‌است. کرکناوا ۱٬۶۳۶ نفر جمعیت دارد.